# 5 Tracks
5 Tracks je EP velšského hudebníka Johna Calea, které vyšlo 27. května 2003 u EMI Records; jako jeho první album vydané u této společnosti. S vydáním tohoto EP oznámil, že na podzim vyjde jeho nové řadové album. V říjnu tedy vyšlo album HoboSapiens. Jde o první album složené z nového materiálu od roku 1996, kdy vyšlo album Walking on Locusts. Mezi tím vycházely různé soundtracky a kompilace. Autorem všech skladeb je Cale; na všech se rovněž podílel i produkčně, spolu s ním skladby produkovali Andy Green (2–5) a Dimitri Tikovoi (1–3).
Skladby byly nahrány a pomoci programu ProTools. Nahrávání alba probíhalo ve studiu MediaLuna Studios v New Yorku a různé části pak v Engine Studios. Závěrečný mix probíhal v Olympic Studios v Londýně.
Album obsahuje pět skladeb. V úvodní písni „Verses“ zpívá doprovodné vokály Caleova dcera Eden Caleová. Skladba „Chums of Dumpty“ je reakcí na teroristické útoky 11. září 2001. „E Is Missing“ pojednává o americkém básníkovi jménem Ezra Pound. Skladba „Wilderness Approaching“ pojednávající o mezinárodním pašování drog byla použita ve filmu Paříž (2003).

## Seznam skladeb
Autorem všech skladeb je John Cale.
| Pořadí         | Název                        | Délka |
| -------------- | ---------------------------- | ----- |
| 1.             | Verses                       | 3:57  |
| 2.             | Waiting for Blonde           | 3:45  |
| 3.             | Chums of Dumpty (We All Are) | 4:22  |
| 4.             | E Is Missing                 | 4:12  |
| 5.             | Wilderness Approaching       | 3:24  |
| Celková délka: | Celková délka:               | 19:40 |

## Obsazení
Hudebníci
- John Cale – zpěv, kytara, baskytara, klávesy, klavír
- Eden Caleová – doprovodné vokály ve „Verses“
- Amy Helm – doprovodné vokály ve „Wilderness Approaching“
- Jenni Muldaur – doprovodné vokály ve „Wilderness Approaching“
- Marco Giovino – bicí

Produkce
- John Cale – produkce
- Andy Green – produkce (2–5)
- Dimitri Tikovoi – produkce (1–3)
- Rick Myers – design
- Corinne Day – fotografie
- Nita Scott – reprezentace